# ريتشارد هاستينغز
ريتشارد هاستينغز (18 مايو 1977 ببرينس جورج في كندا - ) هو لاعب كرة قدم كندي في مركز الدفاع. شارك مع منتخب كندا لكرة القدم. أما مع النوادي، فقد لعب مع نادي إنفرنيس ونادي روس كاونتي وهاميلتون أكاديميكال وBrora Rangers F.C. ‏ وغراتزر أي كاي وNairn County F.C. ‏ وMVV Maastricht ‏.

## مسيرته الكروية
لعب ريتشارد هاستينغز خلال مسيرته الاحترافية مع 5 أندية في ستة عشر موسمًا وسجل خلالها 4 أهداف ضمن 385 مباراة. ولم يفز بأي موسم بالكأس أو بالدوري.
خاض ريتشارد هاستينغز مسيرته مع منتخب اسكتلندا الثانوي لكرة القدم ‏ في موسم 1994–95 في المرة الأولى ليلعب معه سبعة مواسم ثم في موسم 2004–05 ليلعب معه خمسة مواسم، مشاركًا طوالها في 314 مباراة سجل خلالها 3 أهداف. ثم انتقل إلى نادي روس كاونتي في موسم 2001–02 لمدة موسم واحد، حيث شارك في 28 مباراة ولم يسجل أي هدف. لينتقل بعدها إلى نادي غراتزر أي كاي في موسم 2002–03 لمدة موسم واحد، مشاركًا في 9 مباريات ولم يسجل أي هدف أيضًا. ثم انتقل إلى MVV Maastricht ‏ في موسم 2003–04 لمدة موسم واحد، مشاركًا في 17 مباراة سجل خلالها هدفًا واحدًا. هذا وانتقل لاحقًا إلى نادي هاميلتون أكاديميكال في موسم 2009–10 لمدة موسم واحد، مشاركًا في 17 مباراة ولم يسجل أي هدف.

## وصلات خارجية
- ريتشارد هاستينغز على موقع الاتحاد الدولي (مؤرشف)  (الإنجليزية)
- ريتشارد هاستينغز على موقع قاعدة بيانات كرة القدم.إي يو (الإنجليزية)
- ريتشارد هاستينغز على موقع ناشيونال فوتبول تيمز (الإنجليزية)
- ريتشارد هاستينغز على موقع Soccerbase.com (لاعب) (الإنجليزية)